# Atentados em Bruxelas em março de 2016
Os atentados em Bruxelas em março de 2016 foram uma ação terrorista suicida cometida na manhã de 22 de março de 2016 no aeroporto e no metropolitano de Bruxelas, capital da Bélgica. Os atentados causaram a morte de pelo menos 35 pessoas, incluindo 3 bombistas-suicidas, e deixaram outras 300 feridas.
O grupo extremista auto-proclamado Estado Islâmico reivindicou, poucas horas depois, a autoria dos ataques.

## Ataques

### Aeroporto

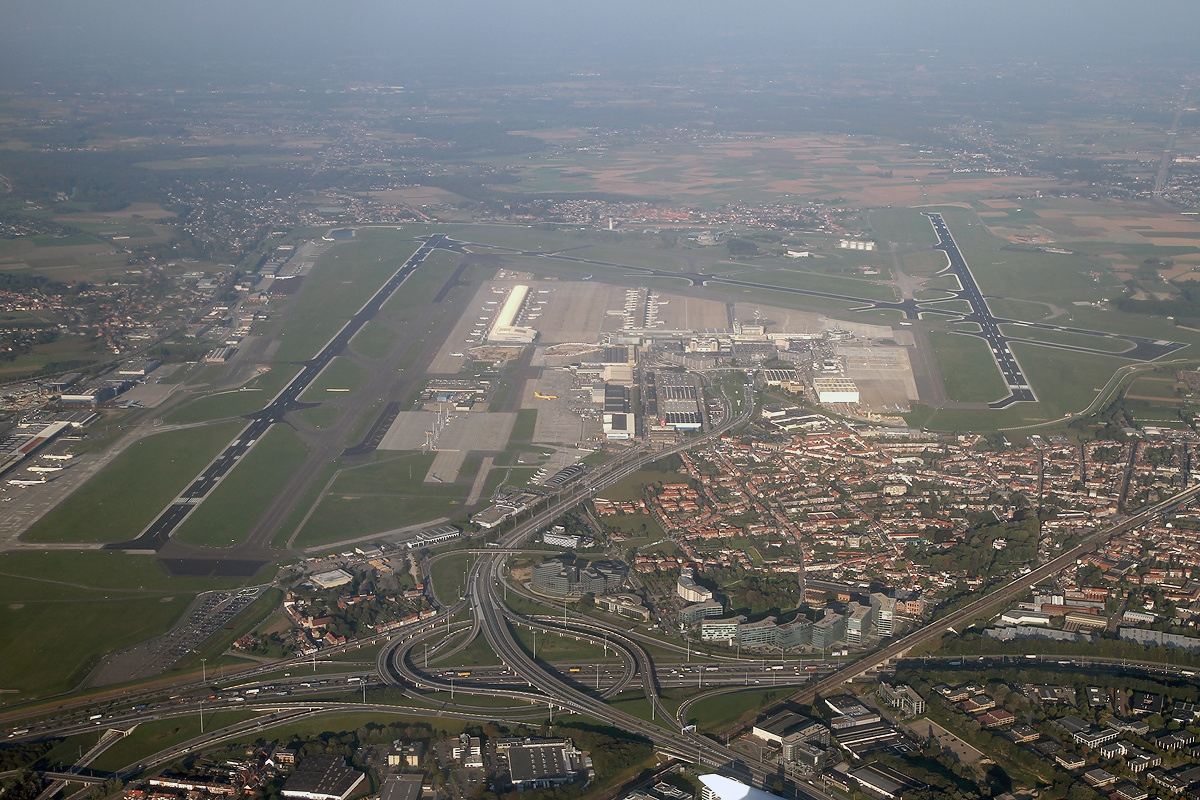
Fotografia aérea do Aeroporto de Bruxelas

Em 22 de março de 2016, perto das 07:45 (UTC+1) produziram-se duas explosões no aeroporto de Bruxelas que provocaram a morte de pelo menos 14 pessoas e dezenas de feridos. Um dos ataques ocorreu perto dos mostradores de faturação seis e sete da American Airlines e outro perto do da Brussels Airlines e de um café Starbucks. A promotoria belga confirmou que o atentado foi cometido por pelo menos um atacante suicida que de acordo com a BBC teria gritado palavras em árabe antes de cometer o ataque e levava consigo um fuzil do tipo AK-47. O edifício do aeroporto sofreu danos significativos. Vídeos nas redes sociais mostraram cenários de danos depois do ataque e as pessoas a fugir da área. As autoridades policiais foram à zona de embarques para vistoriar centenas de malas que depois das explosões foram abandonadas, à procura de novos explosivos.

### Metro

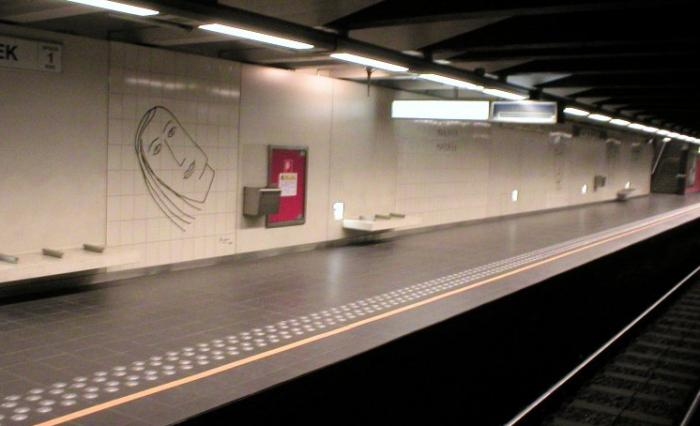
Foto da Estação Maelbeek

No mesmo dia, apenas minutos mais tarde, por volta das 08:00 (UTC+1) ocorreu pelo menos uma explosão na estação de metropolitano de Maelbeek/Maalbeek que provocou, pelo menos, vinte mortes. O atentado ocorreu à hora de maior utilização do sistema de transporte. A estação situa-se perto de várias agências da União Europeia, incluindo o Parlamento. O metro da cidade foi evacuado e fechado.

## Medidas de segurança
Minutos após a série de ataques foram tomadas medidas drásticas de segurança. O edifício Sede da Comissão Europeia foi encerrado, não permitindo que ninguém saísse ou entrasse. As centrais nucleares de Doel e de Tihange, na Bélgica, foram evacuadas, tendo ficado assegurados apenas os serviços mínimos.
A Bélgica fechou o espaço aéreo de Bruxelas e fechou o aeroporto dessa cidade pelo menos até o dia 24 de março de 2016.

## Vítimas
Coletivamente, 32 pessoas morreram e mais de 250 outras ficaram feridas nos atentados. Onze morreram no Aeroporto de Bruxelas, enquanto as restantes 20 morreram na Estação Maelbeek, e as restantes depois de transportadas para hospitais.
| Cidadania         | Mortes |
| ----------------- | ------ |
| Bélgica           | 13     |
| Estados Unidos    | 4      |
| Países Baixos     | 2      |
| Suécia            | 2      |
| Bélgica/ Congo    | 1      |
| China             | 1      |
| França            | 1      |
| Índia             | 1      |
| Itália            | 1      |
| Libéria           | 1      |
| Marrocos          | 1      |
| Alemanha/ Espanha | 1      |
| Peru              | 1      |
| Polónia           | 1      |
| Reino Unido       | 1      |
| Total:            | 32     |

## Perpetradores dos ataques

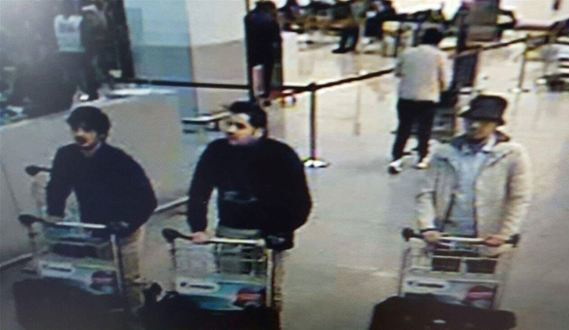
Imagem de três suspeitos retirada a partir do CCTV do aeroporto de Bruxelas

Os ataques foram organizados e executados pelo mesmo grupo responsável pelos atentados de 2015 em Paris.
Salah Abdeslam foi o único sobrevivente da célula que causou 130 mortos em Paris, a maioria deles na sala de espetáculos Bataclan.
Depois do massacre na capital francesa, o terrorista fugiu para Bruxelas, onde ficou escondido por quatro meses num apartamento onde moravam membros da célula local.
Horas depois dos ataques bombistas, a polícia fez uma rusga em Schaarbeek, um subúrbio norte de Bruxelas, onde encontraram uma bomba, pregos, produtos químicos e uma bandeira do Daesh num apartamento vazio.

## Julgamento e condenação
O julgamento em Bruxelas começou no final de 2022, sob estritas normas de segurança, numa antiga sede da NATO, que foi adaptada especialmente para o processo.
Em setembro de 2023 foram conhecidas as penas aplicadas:
Mohamed Abrini, que ficou conhecido como "o homem do chapéu", e que se recusou a se matar no aeroporto de Bruxelas, foi condenado a 30 anos de prisão. Abrini declarou que decidiu no último minuto não detonar os explosivos que levava consigo no aeroporto, assim como outro acusado, Osama Krayem, um sueco de ascendência síria.
Krayem foi condenado à prisão perpétua, assim como Bilal El Makhukhi e Osama Atar.
Atar, um alto dirigente do grupo Estado Islâmico que liderava a célula jihadista, foi julgado à revelia, porque se supõe que tenha morrido em 2017 na Síria.
Já Herve Bayingana Muhirwa, declarado culpado por "participar em atividades de um grupo terrorista", foi condenado a 10 anos de prisão.
O tunisino Sofien Ayari beneficiou do facto de já ter sido condenado na Bélgica pela troca de tiros com a polícia, e não recebeu uma pena adicional.

## Reações internacionais

### Organizações
- União Europeia: o Presidente do Conselho Europeu, Donald Tusk, chamou os ataques "outra ação baixa dos terroristas a serviço do ódio e da violência."[17]
- ONU: O Secretário-geral das Nações Unidas, Ban Ki-moon, condenou os ataques e os chamou de "desprezíveis". Ele também mandou suas condolências para as vítimas e suas famílias e expressou solidariedade para o povo e governo da Bélgica.[18]

### Países
- Alemanha: Numa carta de condolências ao rei Filipe, o presidente Joachim Gauck condenou os ataques como um "crime terrível" e anunciou que juntamente com a Bélgica, a Alemanha ia "defender o conjuntamente os nossos valores da liberdade e da democracia.[19]
- Argentina: O Presidente Mauricio Macri condenou os ataques afirmando "Eu repudio estes ataques sangrentos e ratifico o nosso compromisso na luta contra o terrorismo".[20]

- Armênia: O presidente Serj Sargsyan deu as condolências e declarou que "a Arménia condena fortemente qualquer ato de terrorismo, e está comprometida na luta internacional contra este ma."[21]
- Austrália: O primeiro-ministro Malcolm Turnbull disse que ele esteve profundamente preocupado pelos ataques em Bruxelas, expressando que os pensamentos, as orações e a solidaridade 'australiana' está com o povo belga."[21]
- Azerbaijão: O presidente Ilham Aliyev expressou a suas condolências: "Nós estamos profundamente tristes pelas noticias de grandes perdas e prejudicados pelas explosões na cidade de Bruxelas."[22]
- Brasil: O Itamaraty (Ministério das Relações Exteriores do Brasil) divulgou nota condenando os "covardes atentados" e expressando solidariedade aos familiares das vítimas, ao povo e ao governo belga.[23]
- Canadá: O primeiro-ministro Justin Trudeau condenou os ataques "deploráveis" em Bruxelas e expressou a sua solidariedade com a Bélgica e com a União Europeia.[24]
- Chipre: O presidente Nicos Anastasiades expressou as suas condolências, declarando: "Os nossos pensamentos e orações estão com o povo da Bélgica e com as famílias dos falecidos ou feridos pelos abomináveis ataques terroristas."[25]
- Dinamarca: O primeiro-ministro Lars Løkke Rasmussen condenou os ataques bombistas chamando-os de "desprezíveis" e disse que os seus pensamentos estão com as vítimas e com as suas famílias.[26]
- Estados Unidos: John Kirby, do Departamento de Estado afirmou que: "Os Estados Unidos está do lado do povo da Bélgica. Nós estamos prontos para ajudar nas investigações se apropriado."[27] O presidente Barack Obama, que estava em visita a Havana, Cuba, disse: "os pensamentos e orações do povo americano estão com o povo belga e nós nos solidarizamos com vocês". Ele completou dizendo: "nós faremos o que for necessário para ajudar nossos amigos e aliados da Bélgica para fazer justiça aos responsáveis."[28]
- França: O presidente François Hollande disse que os ataques bombistas de Bruxelas foram ataques a toda a Europa e que a França vai continuar a lutar contra o terrorismo a nível internacional e nacional.[29] 
A presidente da câmara municipal de Paris, Anne Hidalgo, anunciou que a Torre Eiffel iria estar iluminada com as cores da bandeira nacional belga na noite do 22 de março de 2016.[19]
- Portugal: O Presidente da República Marcelo Rebelo de Sousa referiu-se a "um ataque e cego e covarde no coração da Europa" e defendeu "que os cidadãos europeus devem estar unidos na "luta pela democracia, pela liberdade, pelos direitos humanos, pela dignidade da pessoa", sublinhando que é em situações de crise aguda que é preciso que esses valores sejam uma prioridade.[30]
O Primeiro-Ministro António Costa assinalou que a luta contra o terrorismo "requer uma cooperação internacional e também a promoção do diálogo intercultural.[31]
- Reino Unido: O primeiro-ministro David Cameron afirmou: "eu estou chocado e preocupado com os acontecimentos em Bruxelas. Nós faremos o que der para ajudar."[32]
- Uruguai: O governo do Uruguai condenou energicamente os atentados e pediu para ser feita uma resposta "coordenada".[33]

### Homenagens

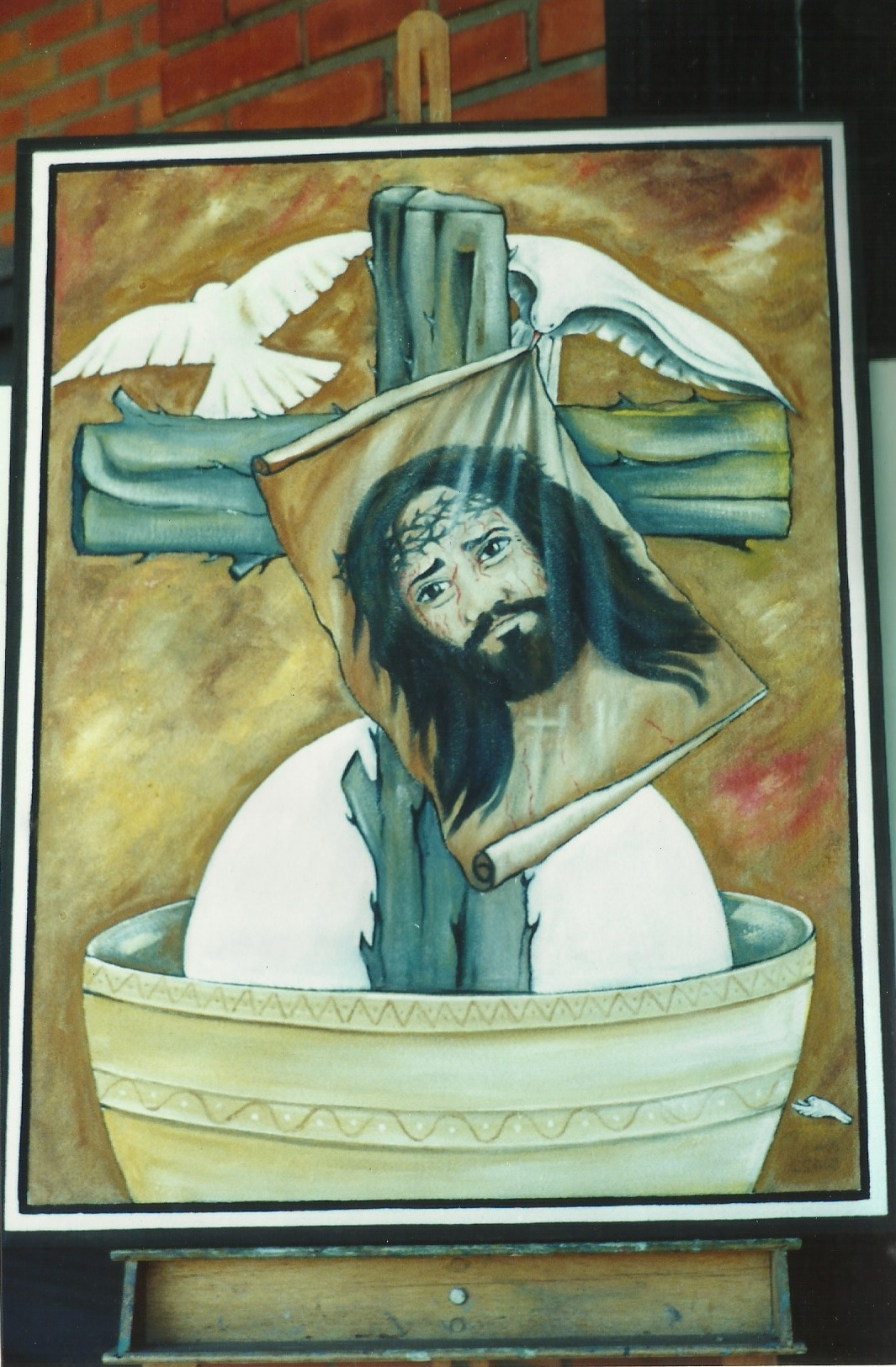
Cristo Redentor, Brasil, Rio de Janeiro
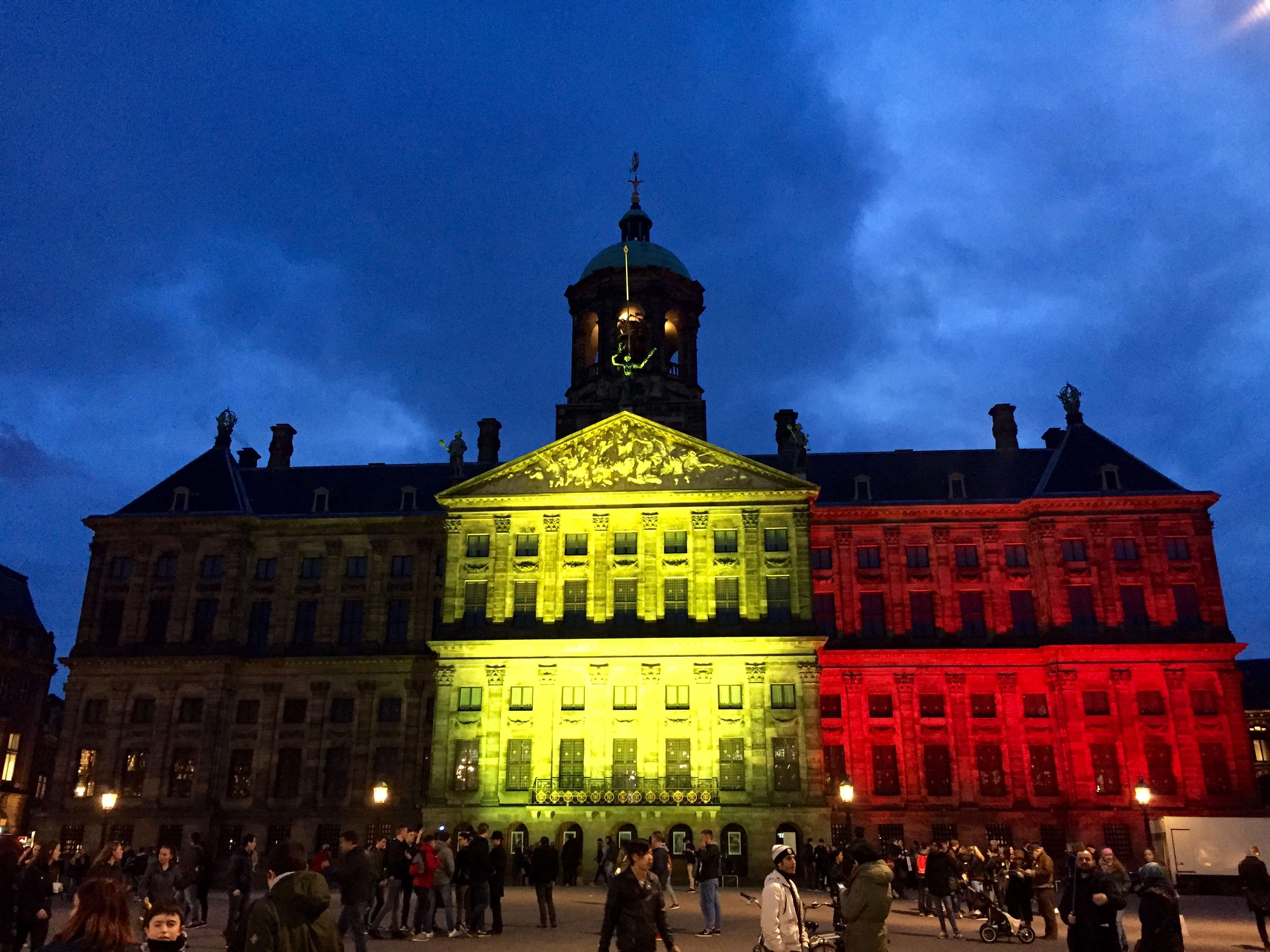
Palácio Real de Amesterdão, Amesterdão, Países Baixos
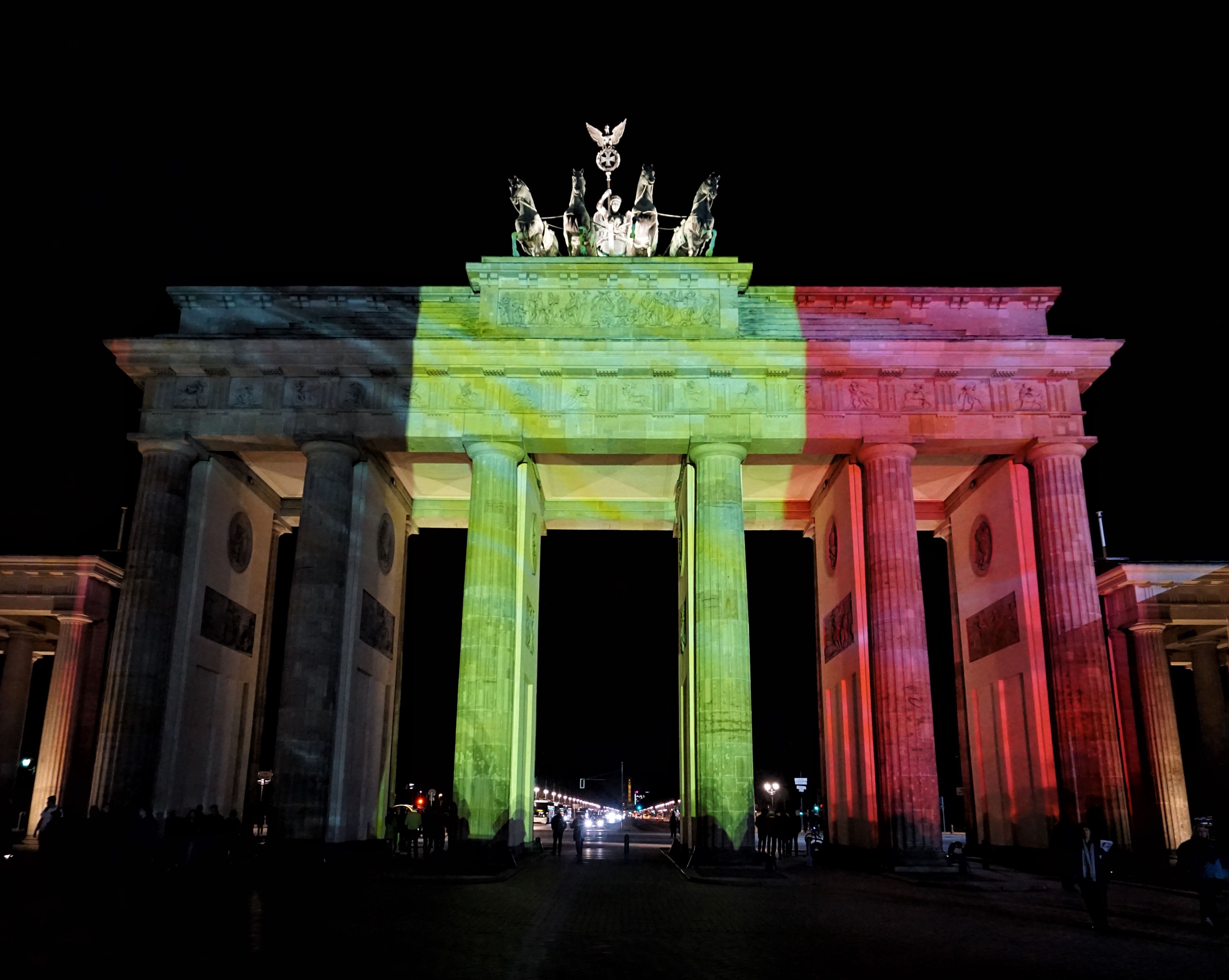
Portão de Brandemburgo, Berlim, Alemanha
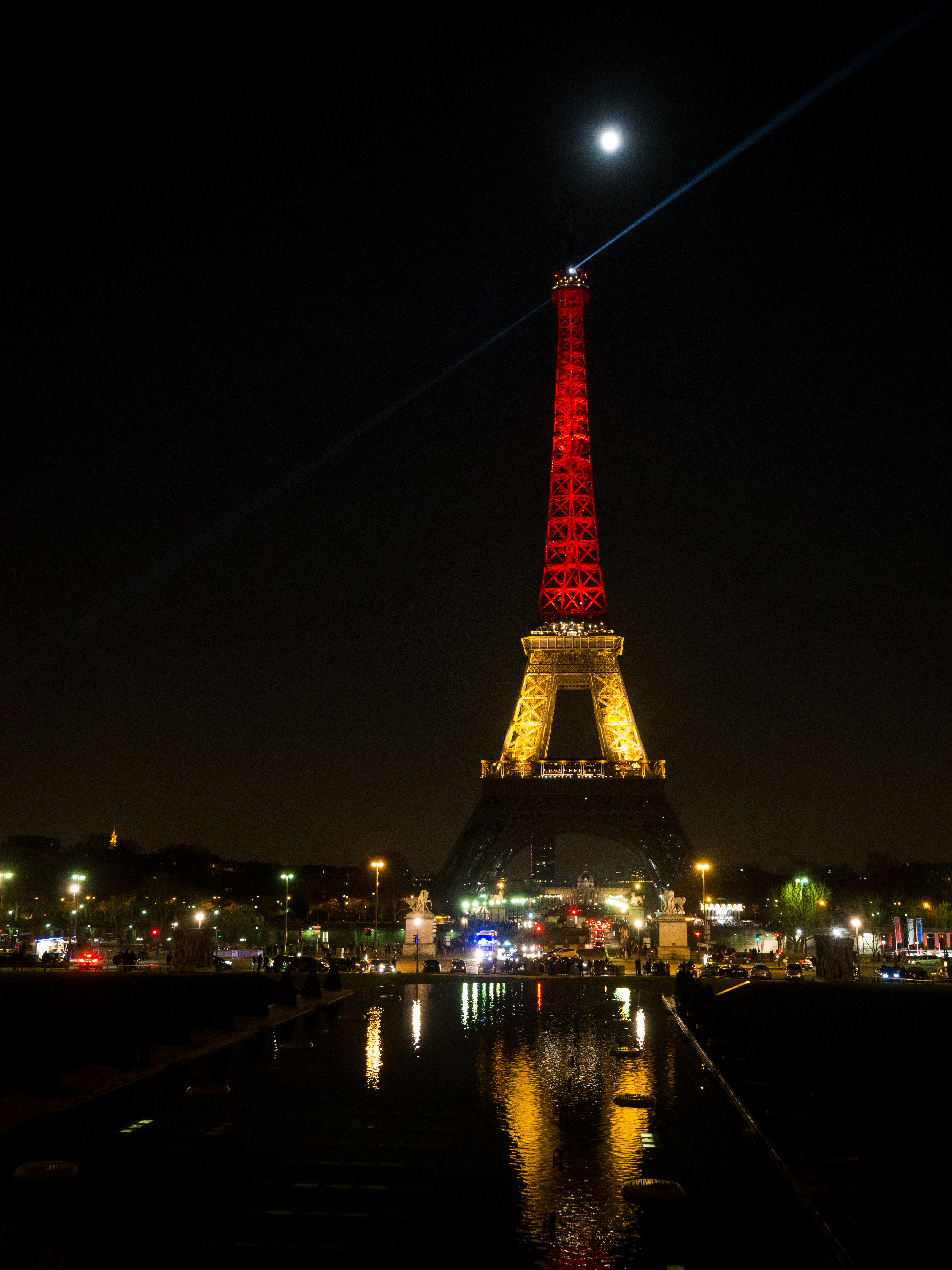
Torre Eiffel, Paris